# Irak na Letnich Igrzyskach Olimpijskich 1980
Irak na Letnich Igrzyskach Olimpijskich 1980 reprezentowało 43 zawodników (wszyscy mężczyźni). Reprezentanci Iraku nie zdobyli żadnego medalu na tych igrzyskach.

## Skład kadry

### Boks
Mężczyźni
- Farid Salman Makhdi - waga ekstralekka - 9. miejsce
- Samir Khenyab - waga musza - 17. miejsce
- Ali Abdul Zhawa Jawad - waga piórkowa - 33. miejsce
- Farouk Jawad - waga lekkopółśrednia - 5. miejsce
- Sadie Jaffar Mohammed - waga półśrednia - 9. miejsce
- Salah Jassim Beden - waga lekkośrednia - 9. miejsce
- Ismail Salman - waga lekkociężka - 9. miejsce

### Lekkoatletyka
Mężczyźni
- Hussain Ali Nasayyif - 400 metrów - odpadł w ćwierćfinałach
- Abdul Jabbar Rahima - 110 metrów przez płotki - odpadł w eliminacjach
- Hussain Ali Nasayyif, Ali Hassan Kadhum, Fahim Abdul Al-Sada, Abbas Murshid Al-Aibi - 4 × 400 metrów - odpadli w eliminacjach
- Moujhed Fahid Khalifa - trójskok - 14. miejsce

### Piłka nożna
Mężczyźni
- Abdul Fatah Nasif Jassim, Adil Khdhayir, Adnan Dirjal, Alaa Ahmed, Ali Kadhum, Falah Hassan Jassim, Hadi Ahmed, Hassan Farhan Hassoun, Hussain Saeed, Ibrahim Ali Kadhum, Jamal Hamza, Kadim Shibib, Nazar Ashraf, Saad Jassim, Thamir Yousef, Wathiq Aswad - 5. miejsce

### Podnoszenie ciężarów
Mężczyźni
- Abdul Karim Gizar - waga kogucia - 12. miejsce
- Fajsal Matloub Fat'hi - waga piórkowa - 10. miejsce
- Mohammed Yaseen Mohammed - waga lekka - 17. miejsce
- Talal Hassoun Abdul Kader - waga lekkociężka - 11. miejsce
- Ali Abdul Kader Maneer - waga ciężka II - 11. miejsce

### Zapasy
Mężczyźni
- Hazim Abdul Ridha - waga musza, styl klasyczny - niesklasyfikowany
- Mohammed Moustafa Mahmoud - waga lekka, styl klasyczny - niesklasyfikowany
- Ahmed Lutfi Shihad - waga półśrednia, styl klasyczny - niesklasyfikowany
- Mohammed Qassim Jabbar - waga ekstralekka, styl wolny - niesklasyfikowany
- Karim Salman Muhsin - waga kogucia, styl wolny - 7. miejsce
- Ali Hussain Faris - waga lekka, styl wolny - 7. miejsce
- Ibrahim Khalil Juma - waga półśrednia, styl wolny - niesklasyfikowany
- Abdul Rahman Mohammed - waga średnia, styl wolny - niesklasyfikowany
- Safaa Ali Nema - waga lekkociężka, styl wolny - niesklasyfikowany